# Евгеновка (Болградски район)
Евгеновка (на украински: Євгенівка, на руски: Евгеновка) е село в Украйна, разположено в Болградски район, Одеска област. Населението на селото през 2001 година е 754 души, предимно българи.

## История
Селището е основано през 1812 година от преселници - българи, предимно от село Твърдица в Молдова (както и от избягали крепостни селяни и отцепилите се старобредци) на мястото на бившето татарско селище Арса. Двете села Евгеновка и Твърдица поддържат тесни роднински и съседски отношения, организират редовно родови събори. С идването на съветската власт се образуват първите четири колхоза, които после се обединяват в един - „Родина“.

## Култура и образование
На територията на селото се намират средно училище, две библиотеки, Дом на културата. Поради преобладаващия български характер на селото в това училище се изучава български език.

## Личности
- Антон Кисе (р. 1958) - украински политик от български произход[2]